# Retrato de Madame Ingres

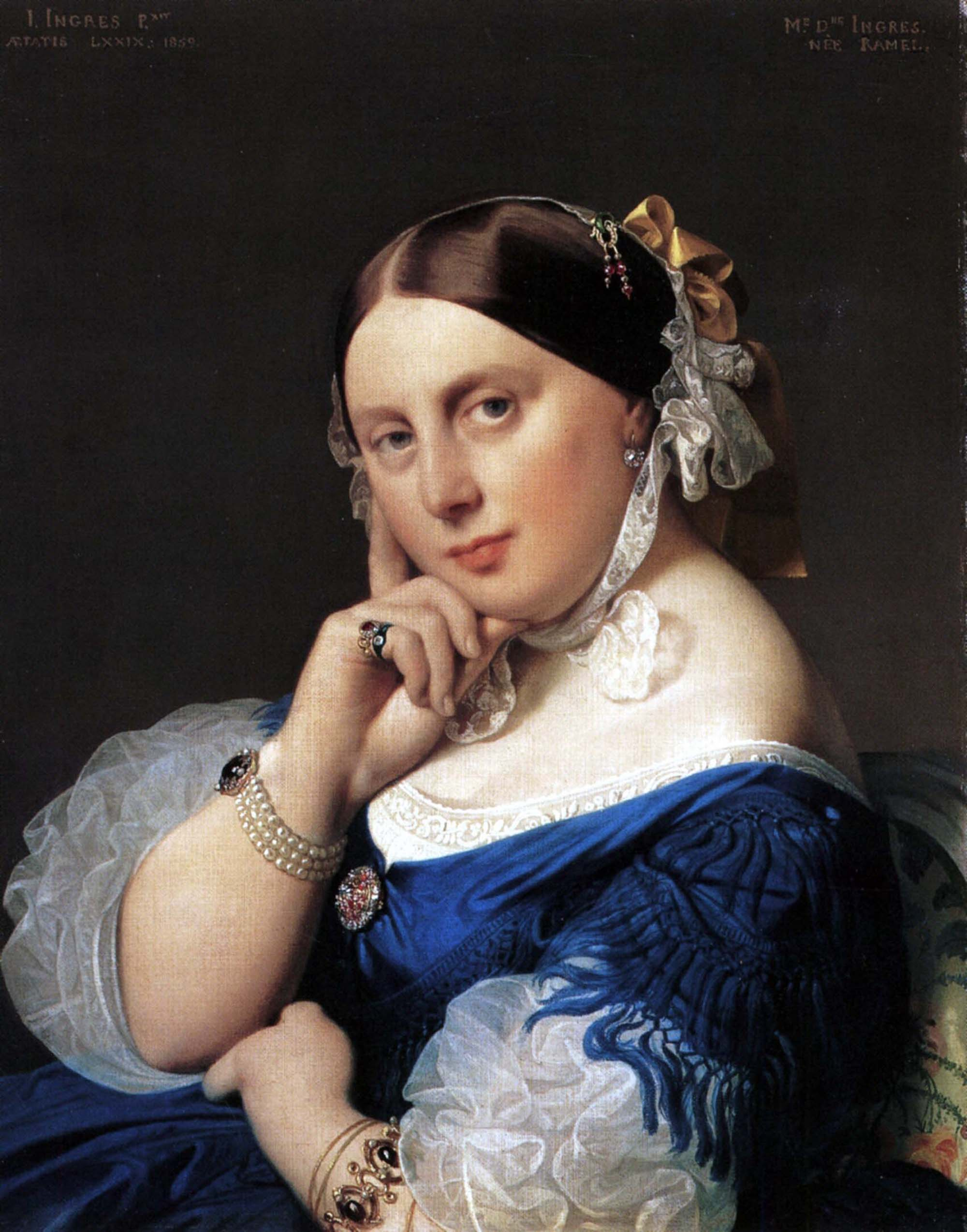
Ingres, Retrato de Madame Ingres, 1859, 121,3 x 90,8 cm. Am Römerholz, Suiza.

Retrato de Madame Ingres es un óleo del artista francés neoclásico Jean-Auguste-Dominique Ingres, completado en 1859. Representa a su segunda esposa Delphine Ramel (viuda en 1849), y es el último retrato pintado por Ingres, aparte de dos autorretratos. Probablemente fue pintado para acompañar el autorretrato de Ingres del mismo año, ahora en el Fogg Museum of Art, en Boston.

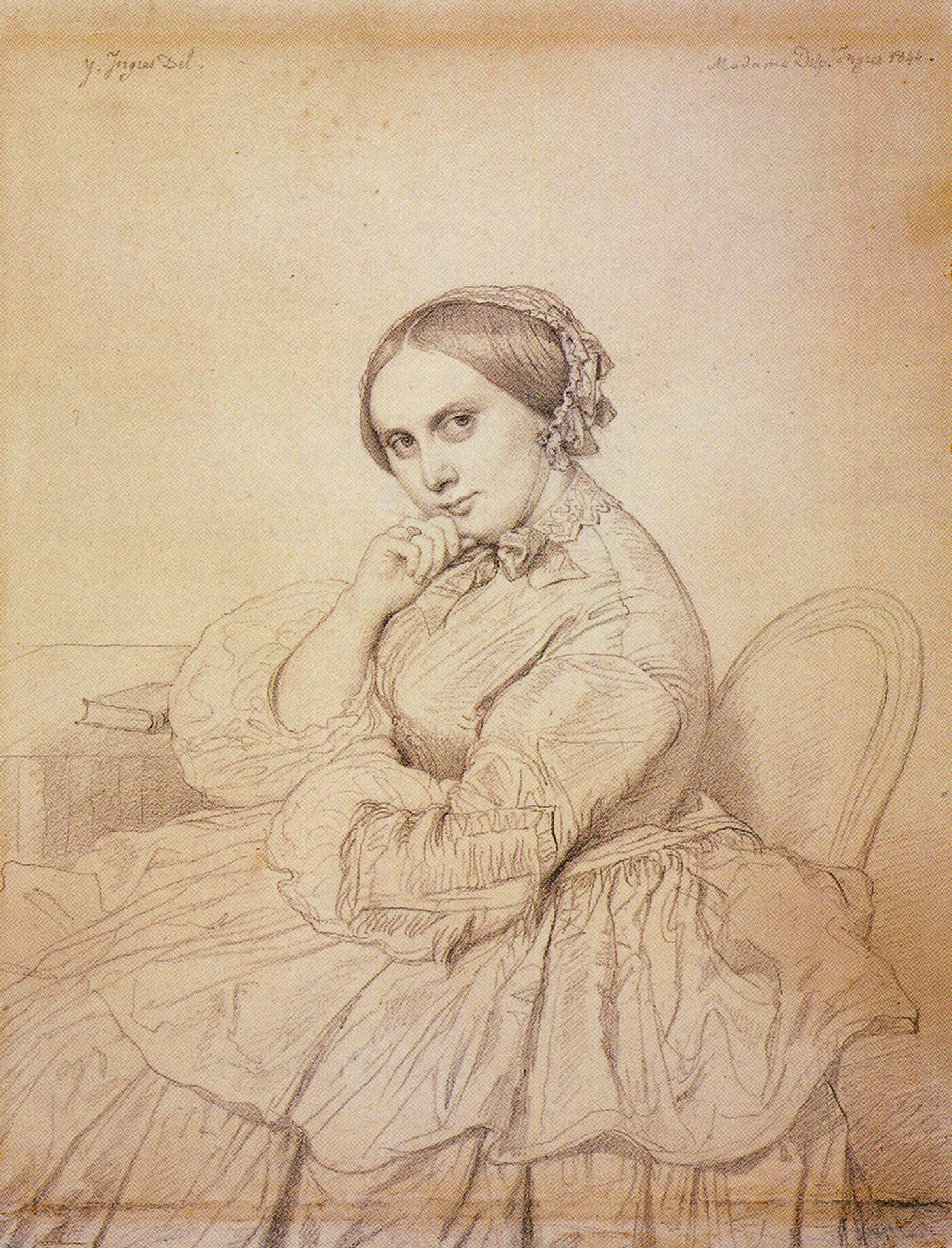
Retrato de Delphine Ramel, dibujo de 1855, Fogg Museum of Art.

Delphine era hija  de Dominique Ramel (1777–1860), y sobrina de Charles Marcotte d'Argenteuil, buen amigo del artista. Es presentada como cálida y comprometida, desprovista de las pretensiones de la clase alta que marcaron la mayoría de sus otros retratos femeninos. Ingres la mostró en la misma pose en un dibujo fechado en 1855 también en el Museo Fogg de Arte.